# Mansões Santo Antônio

Mansões Santo Antônio é um bairro nobre de classe média alta na Zona Leste de Campinas, tendo ao sul a Chácara Primavera, ao norte a Fazenda Santa Cândida e a leste o Jardim Santana. Trata-se de um bairro que vive um intenso processo de verticalização desde a década de 1990. A verticalização do espaço urbano foi algo criado para melhorar a questão do capital e de uma determinada metrópole, e por consequência melhorar o rendimento econômico da mesma. Isso acontece com a organização do espaço urbano, por meios de construções de prédios e de reorganização da cidade. Representa também um novo jeito de construir, elevando o mercado imobiliário e da construção civil. Pois, desta forma, acaba elevando os preços dos alugueis e compras, aumentando assim o capital da cidade. 

## História
Até a década de 1970, a região era consistida em chácaras. Em 1976 a Proquima, uma indústria de recuperação de solventes, instalou-se na região e ali permaneceu até 1996, pois devido à contaminação do solo em parte do bairro, foi interditada. Em 1966, a empresa Concima SA Construções Civis comprou o terreno e projetou a construção de quatro blocos de apartamentos, constituindo assim o Parque Primavera 1 e 2. Devido à contaminação do solo pela Proquima, as obras dos edifícios foi embargada em 2001, sugerindo a resolução dos perigos através de isolamento da área, paralisia da terraplanagem, interrupção na venda dos apartamentos e avaliação dos níveis de explosividade dos compostos orgânicos. Em 2011, a Concima foi intimada a iniciar a retirada dos vapores do subsolo de uma das torres de apartamentos por conta dos riscos expostos aos moradores. Desde então a prefeitura de Campinas mais a Cetesb atua para a descontaminação do lugar. Logo após o episódio os responsáveis vai tomando providências para resolver o problema. Até que em 2013 foi criado um decreto nº 59.263 de 05 de junho de 2013 regulamentando a lei nº 13.577 para a descontaminação de águas subterrâneas e controle do gerenciamento do lugar.  Contudo a prefeitura traçou metas que as dividiu em 5 etapas. E as medidas de segurança com o solo e o ambiente continuem valendo. 

## Bairros dentro das Mansões Santo Antônio
Em função do fato de Campinas não ter delimitação legal e precisa dos bairros, há bairros que são desconhecidos da população em geral, em função de seu pequeno tamanho:
1. Jardim Colonial (trata-se da parte mais ao norte, já próxima da Fazenda Santa Cândida);
2. Parque das Flores (parte oeste do bairro, próxima ao Shopping Parque Dom Pedro, fica junto ao Villa Bella, tratando-se de um bolsão com casas de classe média - alta.
3. Villa Bella (parte oeste do bairro, próxima ao Shopping Parque Dom Pedro, sendo que trata-se de um conjunto de condomínios residenciais verticais e horizontais de alto padrão.